# Eupithecia klosi
Eupithecia klosi là một loài bướm đêm trong họ Geometridae.